# Mammillaria oteroi
Mammillaria oteroi là một loài thực vật có hoa trong họ Cactaceae. Loài này được Glass & R. Foster mô tả khoa học đầu tiên năm 1975.